# Sarton
Sarton és un municipi francès situat al departament del Pas de Calais i a la regió dels Alts de França. L'any 2007 tenia 173 habitants.

## Demografia

### Població
El 2007 la població de fet de Sarton era de 173 persones. Hi havia 64 famílies de les quals 16 eren unipersonals (16 homes vivint sols), 24 parelles sense fills i 24 parelles amb fills.
La població ha evolucionat segons el següent gràfic:
Habitants censats

### Habitatges
El 2007 hi havia 84 habitatges, 70 eren l'habitatge principal de la família, 5 eren segones residències i 9 estaven desocupats. Tots els 83 habitatges eren cases. Dels 70 habitatges principals, 64 estaven ocupats pels seus propietaris i 6 estaven llogats i ocupats pels llogaters; 1 tenia dues cambres, 10 en tenien tres, 15 en tenien quatre i 44 en tenien cinc o més. 59 habitatges disposaven pel capbaix d'una plaça de pàrquing. A 23 habitatges hi havia un automòbil i a 38 n'hi havia dos o més.

### Piràmide de població
La piràmide de població per edats i sexe el 2009 era:
| Homes | Edats   | Dones |
| ----- | ------- | ----- |
| 0     | 95 o +  | 0     |
| 4     | 90 a 94 | 0     |
| 0     | 85 a 89 | 0     |
| 0     | 80 a 84 | 4     |
| 0     | 75 a 79 | 4     |
| 4     | 70 a 74 | 8     |
| 8     | 65 a 69 | 8     |
| 0     | 60 a 64 | 4     |
| 12    | 55 a 59 | 12    |
| 12    | 50 a 54 | 0     |
| 4     | 45 a 49 | 4     |
| 4     | 40 a 44 | 8     |
| 4     | 35 a 39 | 0     |
| 4     | 30 a 34 | 4     |
| 4     | 25 a 29 | 8     |
| 4     | 20 a 24 | 8     |
| 8     | 15 a 19 | 0     |
| 4     | 10 a 14 | 8     |
| 4     | 5 a 9   | 8     |
| 0     | 0 a 4   | 4     |

## Economia
El 2007 la població en edat de treballar era de 111 persones, 81 eren actives i 30 eren inactives. De les 81 persones actives 76 estaven ocupades (44 homes i 32 dones) i 5 estaven aturades (3 homes i 2 dones). De les 30 persones inactives 13 estaven jubilades, 8 estaven estudiant i 9 estaven classificades com a «altres inactius».

### Ingressos
El 2009 a Sarton hi havia 69 unitats fiscals que integraven 163 persones, la mediana anual d'ingressos fiscals per persona era de 17.027 €.

### Activitats econòmiques
Dels 3 establiments que hi havia el 2007, 1 era d'una empresa alimentària, 1 d'una empresa de comerç i reparació d'automòbils i 1 d'una empresa d'hostatgeria i restauració.
L'any 2000 a Sarton hi havia 11 explotacions agrícoles.

## Equipaments sanitaris i escolars
El 2009 hi havia una escola maternal.

## Poblacions més properes
El següent diagrama mostra les poblacions més properes.